# 10698 Singer
10698 Singer eller 1981 EJ43 är en asteroid i huvudbältet som upptäcktes den 3 mars 1981 av den amerikanska astronomen Schelte J. Bus vid Siding Spring-observatoriet. Den är uppkallad efter Kelsi N. Singer.